# قطعنامه ۹۷۷ شورای امنیت
قطعنامه ۹۷۷ شورای امنیت سازمان ملل متحد که در تاریخ ۲۲ فوریه ۱۹۹۵ تصویب شد، سندی بین‌المللی دربارهٔ رواندا است. این قطعنامه طی نشست ۳۵۰۲ام با ۱۵ رای موافق، ۰ مخالف و ۰ ممتنع تصویب شد.